# The Ultimate Collection – Dino Dvornik
The Ultimate Collection kompilacijski je album hrvatskog skladatelja, tekstopisca i glazbenika Dina Dvornika, koji izlazi 2009. g.
Objavljuje ga diskografska kuća Croatia Records, sadrži trideset šest skladbi na 2 CD-a.
Materijal na albumu sastoji se od sedam studijskih i jednog EP albuma Dina Dvornika, a album sadrži najveće uspješnice s tih albuma.
Dino Dvornik 2010. za ovaj album dobiva prestižnu hrvatsku diskografsku nagradu, Porin, u kategoriji najbolji kompilacijski album.
"The Ultimate Collection" Dina Dvornika se također može pronaći u Croatia Records trgovinama te na njihovom online shopu.

## Popis CD-ova korištenih na albumu
1. "Dino Dvornik" p&c (Jugoton, 1989.) - 8 skladbi 
  - studijski album (8 skladbi)
2. "Kreativni nered" p&c (Jugoton, 1990.) - 8 skladbi
  - studijski album (11 skladbi)
3. "Priroda i društvo" p&c (Croatia Records, 1993.) -  5 skladbi
  - studijski album (11 skladbi)
4. "Enfant terrible" p&c (Croatia Records, 1997.) - 6 skladbi
  - studijski album (14 skladbi)
5. "Big Mamma" p&c (Croatia Records, 1999.) - 4 skladbe
  - studijski album (10 skladbi)
6. "2002. godine u Splitu" p&c (Croatia Records, 2001.) - 1 skladba
  - EP (6 skladbi)
7. "Svicky" p&c (Orfej, 2002.) - 2 skladbe
  - studijski album (10 skladbi)
8. "Pandorina kutija" p&c (Dancing Bear, 2008.) - 2 skladbe
  - studijski album (10 skladbi)

## Vanjske poveznice
- discogs.com - Dino Dvornik - The Ultimate Collection